# Loeuilly

Lœuilly este o comună în departamentul Somme, Franța. În 1 ianuarie 2018 avea o populație de 817 de locuitori.